# Анте Дунски
Анте Василев, известен като Дунски или Дунчанец, е български революционер, прилепски войвода на Вътрешната македоно-одринска революционна организация.

## Биография
Анте Василев е роден в прилепското село Дуйне, тогава в Османската империя. Влиза във ВМОРО и става четник при Петър Ацев. На 7 юни 1903 година води сражение на Мукос. По време на Илинденско-Преображенското въстание е войвода на Мукоския район, като секретар му е Иван Смичков. Сражава се при Дуйне, Вепърчани и на други места.